# Марков Олександр Трохимович
Олександр Трохимович Марков (1877, тепер Російська Федерація — 1935, місто Москва, Російська Федерація) — радянський профспілковий діяч, голова ЦК Спілки текстильників, член президії ВЦРПС, кандидат у члени ЦВК СРСР. Кандидат у члени ЦК ВКП(б) у 1924—1930 роках.

## Життєпис
Працював ткачем Краснопресненської фабрики Москви. З 1895 року брав участь у революційному русі.
Член РСДРП(б) з 1898 року.
У 1918—1922 роках — голова виконавчого комітету Орехово-Зуєвської повітової ради Московської губернії; секретар Серпуховського повітового комітету РКП(б) Московської губернії.
У 1922—1924 роках — голова Московської губернської Спілки текстильників
У 1924—1929 роках — голова ЦК Спілки текстильників, член президії ВЦРПС.
У 1930—1934 роках — член правління Державного бавовняного тресту. Працював у апараті Московської ради народного господарства.
З 1934 року — персональний пенсіонер.
Помер у 1935 році в Москві.